# 乳酸性閾値
乳酸性閾値（にゅうさんせいいきち、英: lactate threshold, LT）もしくは無酸素性作業閾値（AT）もしくは lactate inflection point（LIP）とは、乳酸が血液中に急激に貯まり始める運動強度のこと。

## 概要
運動強度を上げると血液が酸性化するには2つ理由がある。高いATP加水分解レートが筋肉中に水素イオンを放出し、モノカルボン酸輸送体と共に筋肉から血液に放出され、また、炭酸水素塩が血液中に蓄積されるからである。コリ回路を参照。この現象は乳酸が代謝されるよりも速い速度で生成されるときに生じる。運動強度がLT以下の場合、筋肉で作られた乳酸は蓄積されることなく除去される。
運動強度を上げると、血液中の乳酸濃度は無酸素性作業閾値（AT）もしくは血中乳酸蓄積開始点（OBLA）に到達する。また、血中乳酸蓄積開始点は血中乳酸濃度が4mmol/Lに達した点のことである。
乳酸性閾値の運動強度は、最大酸素摂取量の計測（クーパーテストの12分間走など）で行われる最大心拍数近くの運動強度よりも軽い。ジャック・ダニエルズによると50〜60分間走にあたる。

## 乳酸性閾値の計測
正確に乳酸値を計測するには徐々に運動強度を上げながら血液を採取する必要がある。吸気ガスを計測することにより非侵襲的に計測することもできる。これは換気性作業閾値（VT）と呼ばれる。
乳酸性閾値は乳酸値の蓄積が開始される点として定義されているものの、乳酸値が 4mmol/ℓ に到達する点を乳酸性閾値の値として利用する計測者もいる。安静時は約1mmol/ℓである。

## 有酸素性作業閾値
有酸素性作業閾値（AeT）とは、無酸素性エネルギー経路が動き始め、乳酸値が 2mmol/ℓ に到達する運動強度のこと。無酸素性作業閾値よりも心拍数は20〜40低く、最大心拍数の65%程度。名前から推測されるように、無酸素性エネルギー系は ATP を作るのに酸素を利用せずに、グリコーゲンやグルコースを使用する。乳酸は筋肉を動かすのに必要な ATP を作る際の嫌気性代謝の副産物である。

## 参照
1. ↑  Naimark A., Wasserman K., McIlroy Mb. Continuous measurement of ventilatory exchange ratio exercise. J Appl Physiol 1964; 19: 644-652.
2. ↑  Daniels' Running Formula ISBN 978-1450431835